# Klerkizm
Klerkizm – światopogląd, według którego intelektualista powinien dystansować się wobec spraw polityki i nie uczestniczyć w sporach politycznych. Ma on za zadanie poświęcać się sprawom związanym ze sztuką lub nauką i unikać angażowania się w procesy mające na celu zmianę zastanego świata. W związku z tym przez niektórych postawa taka może być wiązana z eskapizmem.
Jednym z najważniejszych wyznawców klerkizmu był francuski filozof Julien Benda (czego dał wyraz w książce La Trahison des clercs, wydanej w 1927 roku).